# Monticelli (Esperia)
Monticelli è una frazione del comune di Esperia, in provincia di Frosinone.

## Storia
Il casale fu fondato nel XIV secolo, dopo che il catastrofico terremoto  del 1349 aveva distrutto innumerevoli piccoli abitati (ville) già presenti in zona.
Il monastero di San Cimo, di cui oggi rimangono solo alcune vestigia, era stato fondato secoli prima dai monaci cassinensi, come molti altri edifici dell'area, sia religiosi sia civili.
Per secoli ha fatto parte del territorio amministrato da Roccaguglielma, ma in epoca napoleonica formò comune autonomo con capoluogo San Pietro in Curolis (1808-1867). Quest'ultimo si sarebbe unificato a Roccaguglielma nel 1867, dando vita all'attuale comune di Esperia.
L'agglomerato si trova a pochi chilometri da Sant'Oliva, lungo la storica strada, strategica per l'economia locale, che collega Esperia a Pontecorvo.
Nel cimitero locale è sepolta l'attrice Francesca Romana Coluzzi.